# Santa Elena (Hiszpania)
Santa Elena – gmina w Hiszpanii, w prowincji Jaén, w Andaluzji, o powierzchni 145,48 km². W 2011 roku gmina liczyła 990 mieszkańców.